# 塞阿拉-米里姆
塞阿拉-米里姆是巴西北大河州的一个市镇。总面积739.686平方公里，总人口70012人，人口密度94.7人/平方公里。